# Balvino Gálvez
Balvino Gálvez Jerez (nacido el 31 de marzo de 1964 en San Pedro de Macorís) es un ex lanzador dominicano que jugó en las Grandes Ligas de Béisbol y lanzó para los Dodgers de Los Ángeles, y los Yomiuri Giants en la Liga Japonesa de Béisbol Profesional.

## Carrera
Gálvez fue firmado por los Dodgers de Los Ángeles en 1981, e hizo su debut en Grandes Ligas con los mismos en 1986. Jugó en 10 partidos de Grandes Ligas ese año, pero fue enviado a las menores de nuevo el año siguiente. Viajó entre los diversos equipos de ligas menores antes de firmar con los Elefantes Brother en la Liga de Béisbol Profesional China en 1994. En las dos temporadas completas con los Elefantes, tuvo un récord de 26-16 con una efectividad de 2.53 y 203 ponches en 370 entradas lanzadas. Viajó a Japón en 1996, y fue firmado durante el spring training por los Yomiuri Giants. Gálvez no fue considerado como un jugador crucial en el inicio de la temporada, pero terminó con 16 victorias, empatando con su compañero de equipo Masaki Saito por el mayor número de victorias en la Central League. Los Giants ganaron el banderín de la Central League de ese año.
Gálvez muestra una forma distinta de pitcheo en Japón, a menudo lanzando la bola y al mismo tiempo sacando la lengua. Poseía una abrasadora bola rápida a 90 mph, y tenía un control sorprendente. Sin embargo, se inquietaba cuando había corredores en base, y tenía problemas para lanzar en posición normal. Con frecuencia se mostraba insatisfecho a las llamadas del árbitro, una característica que lo llevaría a enfrentamientos con los equipos rivales y los árbitros.
El 31 de julio de 1998, los Giants jugaron contra los Hanshin Tigers en el Koshien Stadium, y Gálvez se enfrentó a Tomochika Tsuboi en la parte baja de la sexta entrada. El lanzamiento cerrado de Gálvez fue decretado bola por el árbitro Atsushi Kittaka, Gálvez perdió la calma, recibiendo un jonrón de Tsuboi en su siguiente lanzamiento. El mánager de los Giants Shigeo Nagashima salió del dugout para hacer un cambio de lanzador, pero Gálvez se negó a abandonar el montículo, gritando insultos contra el árbitro Kittaka. Gálvez permitió que sus compañeros lo llevaran de nuevo al dugout, pero rápidamente se dio la vuelta para lanzarle la pelota al árbitro Kittaka (la bola por poco lo alcanza). Momento después. el juego detonó en un gran lío, y a Gálvez se le dio una suspensión por el resto de la temporada. El próximo partido entre los Tigers y los Giants también estalló en una pelea, y ambos equipos fueron advertidos por pitchar lanzamientos peligrosos para el 2 juego de agosto.
Los Giants pudieron poner en libertad a Gálvez por haber causaado el incidente, pero optaron por volver a firmarlo para el año 1999 debido a que los principales lanzadores del equipo (Masaki Saito, Hiromi Makihara y Masumi Kuwata) mostraban signos fuertes de envejecimiento. Gálvez terminó lanzaondo en el día de apertura para los Giants, convirtiéndose en el primer jugador no japonés en lanzar en un día de apertura para los Giants. Lanzó decentemente durante toda la temporada, pero el equipo le dio muy poco apoyo ofensivo, lo que resultó en un registro de 9-12 en 1999. Todavía figuraba como una parte crucial en la rotación de los Giants, y se mantuvo durante la siguiente temporada.
Gálvez tuvo que competir por su puesto de abridor del equipo durante el spring training, ya que los Giants habían firmado otros tres lanzadores no-japoneses durante la temporada baja (había un límite de dos jugadores no japoneses en la lista). Gálvez ganó su espacio en la rotación de abridores, pero perdió los 6 juegos que inició en el 2000, pese a permitir tres carreras o menos en cada salida. Esto hizo 10 derrotas consecutivas, contando sus cuatro derrotas al final del año anterior. Fue enviado a las ligas menores después de su sexta derrota, y dejó el equipo al final del año.
Fue firmado por los Samsung Lions de la Organización Coreana de Béisbol en 2001, y marcó una victoria en su primera apertura. Sin embargo, se descubrió que había viajado a Corea sin visa de trabajo, y fue demandado por el equipo contrario (Águilas Hanhwa).
Aunque el incidente contra los Tigers empañó su reputación, Gálvez aun así compiló un récord de 37-25 en sus cinco temporadas en Japón, un fabuloso récord teniendo en cuenta que muy pocos abridores extranjeros han tenido éxito en Japón. Ningún lanzador extranjero había marcado más de 10 victorias para los Giants desde que Gálvez lo hizo en 1997, convirtiéndose, sin duda, en el mejor lanzador extranjero en jugar para los Yomiuri Giants en la era moderna. También tiene 39 hits en su carrera en Japón, 10 de los 39 hits fueron jonrones. 
También allanó el camino para que más jugadores viajaran a Japón desde el béisbol de Taiwán (los Giants consideraron a Gálvez después de verlo lanzar en la Liga de Béisbol Profesional China) tantos jugadores como Álex Cabrera, Brian Warren, y Carlos Mirabal fueron firmados por los equipos japoneses después de que los scout vieran el éxito de Gálvez.
Balvino Gálvez tuvo el lugar #5 en la rotación de los Piratas más o menos cerrado en el 2001, cuando hizo un error hacia el final de los spring training. Se metió en una pelea a gritos con el entrenador de pitcheo, Spin Williams, arrojó su guante, salió del estadio, y estaba en un avión de regreso a la República Dominicana en cuestión de horas, para no aparecer de nuevo en el béisbol organizado.